# Lackenbach (Lainzerbach)
Der Lackenbach ist ein Bach im 13. Wiener Gemeindebezirk Hietzing. Er ist ein Zubringer des Lainzerbachs und wird über zwei Drittel als Bachkanal geführt.

## Verlauf
Der Lackenbach hat in seinem zunächst oberirdischen Verlauf eine Länge von 900 m bei einer Höhendifferenz von 107 m. Sein Einzugsgebiet ist 0,3 km² groß. Der Bach führt nur periodisch Wasser. Er entspringt im Lainzer Tiergarten und verläuft in einem schmalen Tobel durch einen Laubwald ostwärts. Nach einem vergitterten Durchlass in der Mauer der Lainzer Tiergartens fließt er zunächst noch einen weiteren Abschnitt oberirdisch durch Ober St. Veit.
Bei der Ghelengasse, nördlich des Gemeindebergs in Ober St. Veit, wird der Lackenbach in einen 1826 m langen Bachkanal eingeleitet. Der Kanal verläuft in einer Tiefe von 4 bis 5,5 m und weist ein Gefälle von 16 bis 52 ‰ auf. Er nimmt rechtsseitig den Wlassakgraben auf und mündet in Lainz bei der Kreuzung der Jagdschlossgasse und der Lainzer Straße unterirdisch in den Lainzerbach.
Beim Lackenbach besteht eine sehr hohe Gefahr von Überflutungen. Im Fall eines Jahrhunderthochwassers sind in geringem Ausmaß Infrastruktur und Wohnbevölkerung betroffen.

## Geschichte
Der Bachkanal wurde in den Jahren 1904, 1931 und 1935 errichtet.

## Brücken
Der Lackenbach wird von folgenden Brücken gequert, gereiht in Fließrichtung:
- Dollgrabensteg: Die 4 m lange und 2 m breite Fußgeherbrücke aus Holz wurde 2000 erbaut.
- Lindwurmsteg: Die 5 m lange und 2 m breite Fußgeherbrücke aus Stahl wurde 1940 erbaut.
- Lackenbachbrücke: Die 2 m lange und 7 m breite Stahlbeton-Straßenbrücke wurde 1927 erbaut.
- Hanschwegbrücke: Die 2 m lange und 9 m breite Stahlbeton-Straßenbrücke des Hanschwegs wurde 1932 erbaut.[5]